# Jesús María (Santander)
Jesús María es un municipio de Colombia, situado al sur del departamento de Santander, en la provincia de Vélez. La población se fundó a mediados del siglo XVIII, y en 1870 se elevó a la categoría de ciudad, tras un rápido crecimiento. Finalmente en 1887 se convirtió en municipio.
Allí nació un 11 de abril de 1918,
el célebre escritor colombiano, Julián Enrique Castellanos, colaborador asiduo de El Tiempo. También sus dotes de gran tenor le hicieron famoso, especialmente por su extraordinaria interpretación de la canción Granada.

## Reseña histórica
En el año de 1.743 existía en Vélez una familia compuesta por don Lorenzo de Salazar, su esposa Gertrudis, su hermano Augusto, Antonio y su hijo Eugenio quienes poseían grandes extensiones de tierra y fortuna. Vivían en una hacienda llamada El Hato, situada al sur de Vélez cerca de Guavatá en la cual poseían gran cantidad de ganado, que se extravío hacia el "camino real de Vélez" que conducía a Guavatá. 
Don Lorenzo envió a su hermano Eugenio y a sus hijos Lorenzo y Augusto en busca del ganado pero no lo encontraron. Don Lorenzo entrando en ira por la ineptitud de su familia se fue a buscar el ganado y lo encontró en un paraje donde hoy es la población de Jesús María, que por su belleza y campo abierto entre la selva, lo bautizó “El Valle”; resolvieron formar una finca y construyeron una casa donde iban a vivir pocos meses; después María Josefa Monroy fue contratada por la familia Salazar para prestar sus servicios en la finca, era una mujer que se distinguía por sus virtudes y educación cristiana.
María Josefa, era la encargada de la provisión de agua de un pozo cercano a 200 mt de la vivienda que se levantó donde hoy existe la Iglesia y la Casa Cural. Un día que fue a traer agua escuchó unos ruidos extraños que prevenían del chorro de agua, presurosamente le contó a los esposos Salazar quienes fueron a comprobar, pero al no escuchar nada pensaron que la mulata estaba perdiendo la razón. Pero al tercer día volvió Josefa al aljibe del pozo de agua, una voz decía “Sagrado Corazón de Jesús”, y como era muy devota cayó en oración y así paso hasta que perdió la noción del tiempo.
En la casa extrañados por la tardanza mandaron a un muchacho para buscarle, la encontraron postrada de rodillas y orando. Al saber lo sucedido y como las voces salieron del chorro que caía al pozo lo desocuparon y en el fondo encontraron una laja de piedra con unos gravados que conformaban la imagen del Sagrado Corazón de Jesús. Trasladaron la piedra a la casa y don Lorenzo le arregló un oratorio en la vivienda en donde se veneraba por toda la familia. Después de este suceso don Lorenzo hizo construir una capilla para proteger la pétrea imagen del corazón de Jesús, pensando que alrededor de ella podría trazarse un poblamiento urbano. Existía en sus cercanías el sitio de Pueblo Viejo, asiento antiguo de la congregación de los indios de Capa y toda la existencia del territorio que estaba haciendo colonizado hacía el occidente de Vélez fue conocido con el nombre de Valle del Corazón de Jesús.

### Erección parroquial
La concertación de colonos en el sitio, que ya mantenía un alcalde pedáneo nombrado por el cabildo de Vélez, propició el proyecto de la erección parroquial, pues en enero de 1744 firmaron la obligación de sufragar del cura los señores Francisco de Olarte, Francisco Téllez Mayorga, Onofre Zárate, José Téllez, Pedro Rivera, Julián González Hernández, Silvestre Santamaría y otros. La petición prosperó, y así el 9 de febrero de 1746 fue emitido en la Curia Arquidiocesana de Santafé el auto de erección parroquial del Sagrado Corazón de Jesús. Fue nombrado primer párroco el presbítero Eugenio de Salazar, hijo del hacendado del Hato ya mencionado, y después de éste le sucedió en el oficio el presbítero Lorenzo Antonio de Salazar.

### Ascenso a la categoría de ciudad
El crecimiento poblacional del distrito de Jesús María fue el más espectacular de todos los acaecidos en la provincia de Vélez durante el siglo pasado. Esos 13.481 habitantes registrados en 1866 y los 14.548 censados en 1870 hicieron que en la Asamblea Legislativa le confiriera a partir de 1870 la categoría de ciudad, un reconocimiento que pocos poblamientos tardíos lograron alcanzar. La diáspora de colonos salidos de allí formaron por lo menos cinco nuevas poblaciones en ese siglo: Bolívar, Sucre, Albania, Florián y La Belleza.

### Creación del Municipio
El decreto dado en 1887 por el gobernador del departamento de Santander, Alejandro Peña Solano, para instaurar el régimen territorial correspondiente a lo ordenado por la Constitución nacional de 1887, le otorgó a Jesús María su actual condición municipal.

## Jesusmarienses famosos
- Francisco Muñoz: "natural del municipio de Jesús María, en Vélez, Santander, procurador del Estado de Santander, le tocó en ausencia de los designados, ejercer el 8 de marzo de 1876, la presidencia del Estado de Santander, en remplazo de Aquileo Parra, quien debía asumir como Presidente de la República. El doctor Muñoz fue varias veces diputado, congresista,  superintendente de instrucción pública y candidato a la Presidencia del Estado, en competencia con el General Sólon Wilches en 1878". Fuente: Historia de las constituciones del gran Santander, p. 199 - 200.
- Efraín González Téllez
- Pedro Claver Téllez       *
- Julián Enrique Castellanos